# Сарнувка (Куявсько-Поморське воєводство)
Сарнувка (пол. Sarnówka) — село в Польщі, у гміні Любане Влоцлавського повіту Куявсько-Поморського воєводства.
Населення — 99 осіб (2011).
У 1975-1998 роках село належало до Влоцлавського воєводства.

## Демографія
Демографічна структура станом на 31 березня 2011 року:
|          | Загалом | Допрацездатний вік | Працездатний вік | Постпрацездатний вік |
| -------- | ------- | ------------------ | ---------------- | -------------------- |
| Чоловіки | 47      | 8                  | 36               | 3                    |
| Жінки    | 52      | 15                 | 25               | 12                   |
| Разом    | 99      | 23                 | 61               | 15                   |